# Svartkronad apalis
Svartkronad apalis(Apalis nigriceps) är en fågel i familjen cistikolor inom ordningen tättingar.

## Utseende och läte
Svartkronad apalis är en vacker apalis vars stjärt ofta håls rest. Ovansidan är gulgrön med svart på hjässa och huvudsidor. Undersidan är vit, tudelat av ett prydligt svart bröstband, tydligare hos hanen än honan. Den ihållande sången är en drill av varierande längd, ofta avgiven i duett där den andra fågeln låter höra en kortare drill eller upprepade "tik tik tik".

## Utbredning och systematik
Svartkronad apalis delas in i två distinkta underarter med följande utbredning:
- Apalis nigriceps nigriceps – förekommer i Sierra Leone till Gabon och Kongo-Kinshasa, Bioko
- Apalis nigriceps collaris – förekommer i östra Kongo-Kinshasa till sydvästra Uganda

### Familjetillhörighet
Cistikolorna behandlades tidigare som en del av den stora familjen sångare (Sylviidae). Genetiska studier har dock visat att sångarna inte är varandras närmaste släktingar. Istället är de en del av en klad som även omfattar timalior, lärkor, bulbyler, stjärtmesar och svalor. Idag delas därför Sylviidae upp i ett antal familjer, däribland Cisticolidae.

## Levnadssätt
Svartkronad apalis hittas i skog och skogsbryn. Där ses den ofta enstaka eller i par.

## Status
Arten har ett stort utbredningsområde och beståndet anses stabilt. Internationella naturvårdsunionen IUCN listar den därför som livskraftig (LC).